# Bakterierhodopsin
 Der er for få eller ingen kildehenvisninger i denne artikel, hvilket er et problem. Du kan hjælpe ved at angive troværdige kilder til de påstande, som fremføres i artiklen.

Bakterierhodopsin er et protein, der findes hos arker og først og fremmest hos halobakterier. Stoffet virker som en protonpumpe, dvs. at det opfanger lysenergi og bruger den til at flytte protoner gennem en membran og ud af cellen. Den protongradient, der opstår på den måde, omsættes i næste omgang til kemisk energi. 
Bakterierhodopsin er indbygget i membranen, og det findes mest i nogle todimensionelle krystalfelter, der kaldes ”purpurmembran”, og som kan dække næsten op til 50 % af arkens celleoverflade. Et gentaget element i det sekskantede netværk består af tre identiske proteinkæder, der hver især er roteret ca. 120 grader i forhold til de andre. Hver af disse kæder har syv membrangennemskærende alfaspiraler, og de indeholder ét molekyle af stoffet retinal, som er begravet dybt i strukturen.
Det er retinalmolekylet, der ændrer sin struktur, når det opfanger en foton, og det udløser en strukturændring i det omgivende protein, samtidig med at det igangsætter protonpumpen.
Bakterierhodopsin-molekylet er purpurrødt, og det er mest effektivt ved bestråling med grønt lys (bølgelængder på 500-650 nm med maksimal ydelse ved 568 nm).
Den tredimensionelle tertiære struktur hos bakterierhodopsin ligner den tertiære struktur hos hvirveldyrenes rhodopsiner, som er de pigmenter, der opfanger lyset i nethinden. Rhodopsiner indeholder også retinal, men funktionerne hos rhodopsin og bakterierhodopsin er forskellige, og der er kun en ringe grad af homologi mellem deres aminosyresekvenser. Både rhodopsin og bakterierhodopsin tilhører 7TM receptorgruppen af proteiner, men rhodopsin er en G-protein koblet receptor, hvad bakterierhodopsin ikke er. Ved den første anvendelse af elektronkrystallografi til afsløring af proteinstruktur på atomart plan klarlagde man strukturen hos bakterierhodopsin i 1990. 
Mange molekyler har delvis homologi med bakterierhodopsin, heriblandt den lysdrevne kloridpumpe, halorhodopsin, og nogle kanalstoffer, der er direkte lysaktiverede, som f.eks. kanalrhodopsin.
Alle andre fotosyntesesystemer hos bakterier, alger og planter bruger klorofylfarvestoffer eller bakterieklorofyller i stedet for bakterierhodopsin. Disse stoffer skaber også en protongradient, men på en ganske anden og mere indirekte måde, der benytter en elektronoverførselskæde, der består af adskilligt andre proteiner. Desuden får klorofyllerne hjælp ved opfangningen af lyset fra andre pigmenter, som kaldes "antenner". De findes ikke i systemer med bakterierhodopsin. Endelig er den klorofylbaserede fotosyntese koblet til kulstofbinding (indføjning af kuldioxid i store, organiske molekyler). Dette gælder ikke for de bakterierhodopsin-baserede systemer. Derfor er det sandsynligt, at fotosyntese opstod uafhængigt mindst to gange: én gang hos bakterierne og én hos arkerne.

## Eksterne links og henvisninger
- Early Earth Was Purple, Study Suggests. Livescience